# Claude Dambury
Claude Dambury (* 30. červenec 1971) je bývalý fotbalista Francouzské Guyany.

## Reprezentační kariéra
Claude Dambury odehrál za reprezentaci Francouzské Guyany v roce 2008 celkem 2 reprezentační utkání.

## Statistiky
| Francouzská Guyana | Francouzská Guyana | Francouzská Guyana |
| Roky               | Zápasů             | Gólů               |
| ------------------ | ------------------ | ------------------ |
| 2008               | 2                  | 0                  |
| Celkem             | 2                  | 0                  |